# Angaraker
Angaraker är ett fiktivt folk i bokserien Sagan om Belgarion och dess uppföljarserie Sagan om Mallorea, skrivna av den amerikanske fantasyförfattare David Eddings.
Angarakerna är det folk drakguden Torak valt ut till sina undersåtar. De bor på östra delen av den västra kontinenten och bor i tre olika kungariken, i öster kontrollerar de hela Mallorea. Angarakerna är uppdelade i fem kaster: Murgoer, Thuller, Nadraker, Grolimer och Malloreaner.